# З'єднання Н
З'єднання Н (англ. Force H) — оперативна група Середземноморського флоту зі складу Королівського військово-морського флоту Великої Британії, що було сформоване для заміни французьких військово-морських сил у західній частині Середземного моря, після капітуляції Франції у 1940 році та підписання французьким урядом перемир'я з нацистською Німеччиною.
З'єднання H займало специфічне місце у військово-морській ієрархії флоту Британії. У відповідності до усталеної британської практики тимчасові формування ВМС спиралися на різні військово-морські бази, які знаходилися у підпорядкуванні керівництва флотів у усьому світі підпорядковувалися Першому морському лорду Великої Британії. З'єднання H було засноване в Гібралтарі, де вже базувався командувач ВМС у Північній Атлантиці. Проте, командир З'єднання Н не підпорядковувався цьому адміралові, він підпорядковується безпосередньо першому морському лорду імперії.